# (2772) Dugan
(2772) Dugan es un asteroide que forma parte del cinturón de asteroides y fue descubierto por Edward L. G. Bowell desde la Estación Anderson Mesa, en Flagstaff, Estados Unidos, el 14 de diciembre de 1979.

## Designación y nombre
Dugan se designó inicialmente como 1979 XE.
Más tarde fue nombrado en honor del astrónomo estadounidense Raymond Smith Dugan (1878-1940).

## Características orbitales
Dugan orbita a una distancia media de 2,314 ua del Sol, pudiendo acercarse hasta 1,841 ua y alejarse hasta 2,787 ua. Tiene una excentricidad de 0,2043 y una inclinación orbital de 9,791 grados. Emplea en completar una órbita alrededor del Sol 1286 días.

## Características físicas
La magnitud absoluta de Dugan es 13,9 y el periodo de rotación de 235 horas. Está asignado al tipo espectral B de la clasificación SMASSII.